# Ambulyx kuangtungensis
Espèce
Ambulyx kuangtungensis est une espèce de lépidoptères de la famille des Sphingidae, sous-famille des Smerinthinae, tribu des Ambulycini, et du genre Ambulyx.

## Description
- L'envergure varie de 65 à 80 mm.

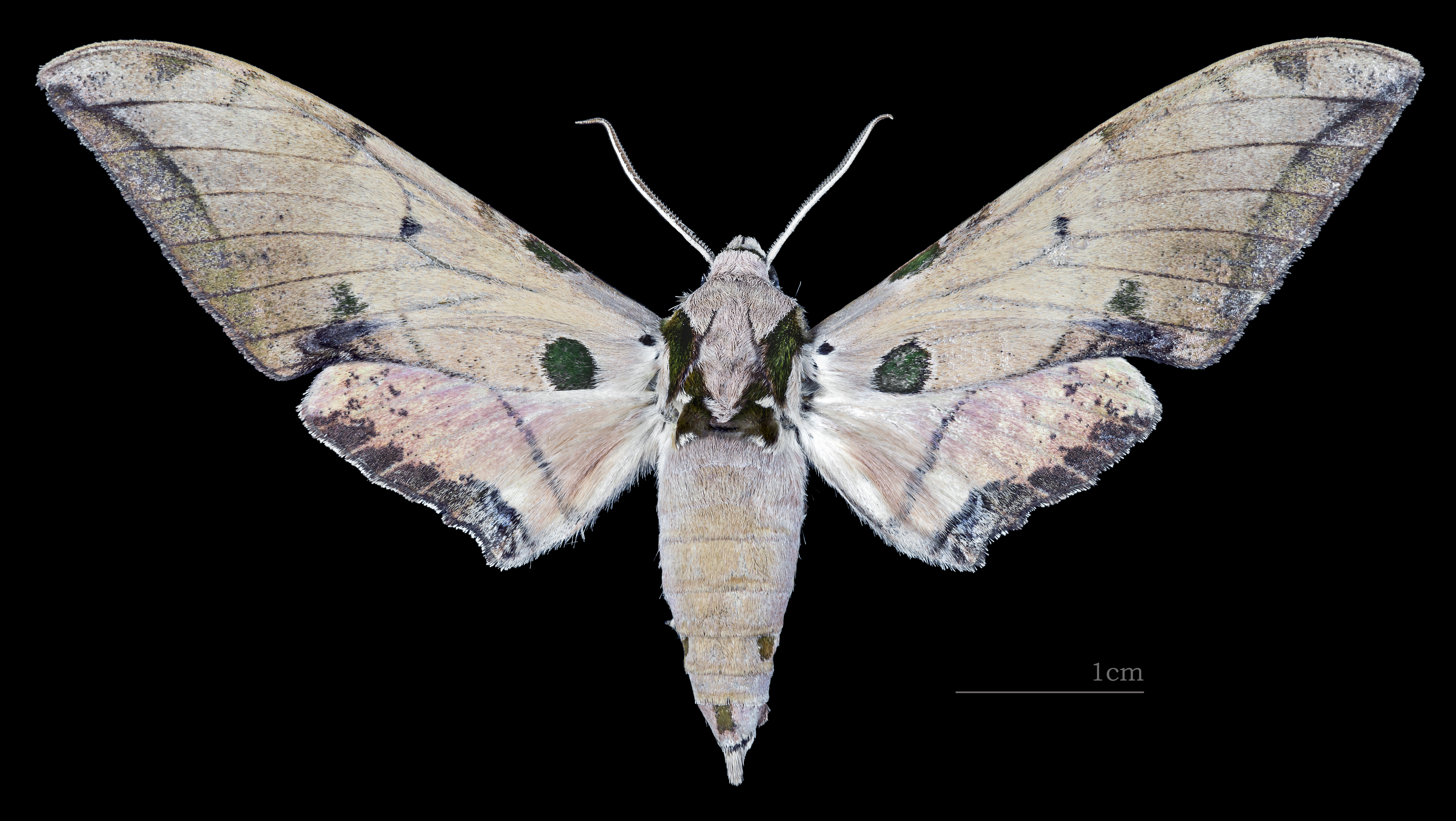
Face dorsal du mâle (coll.MHNT)
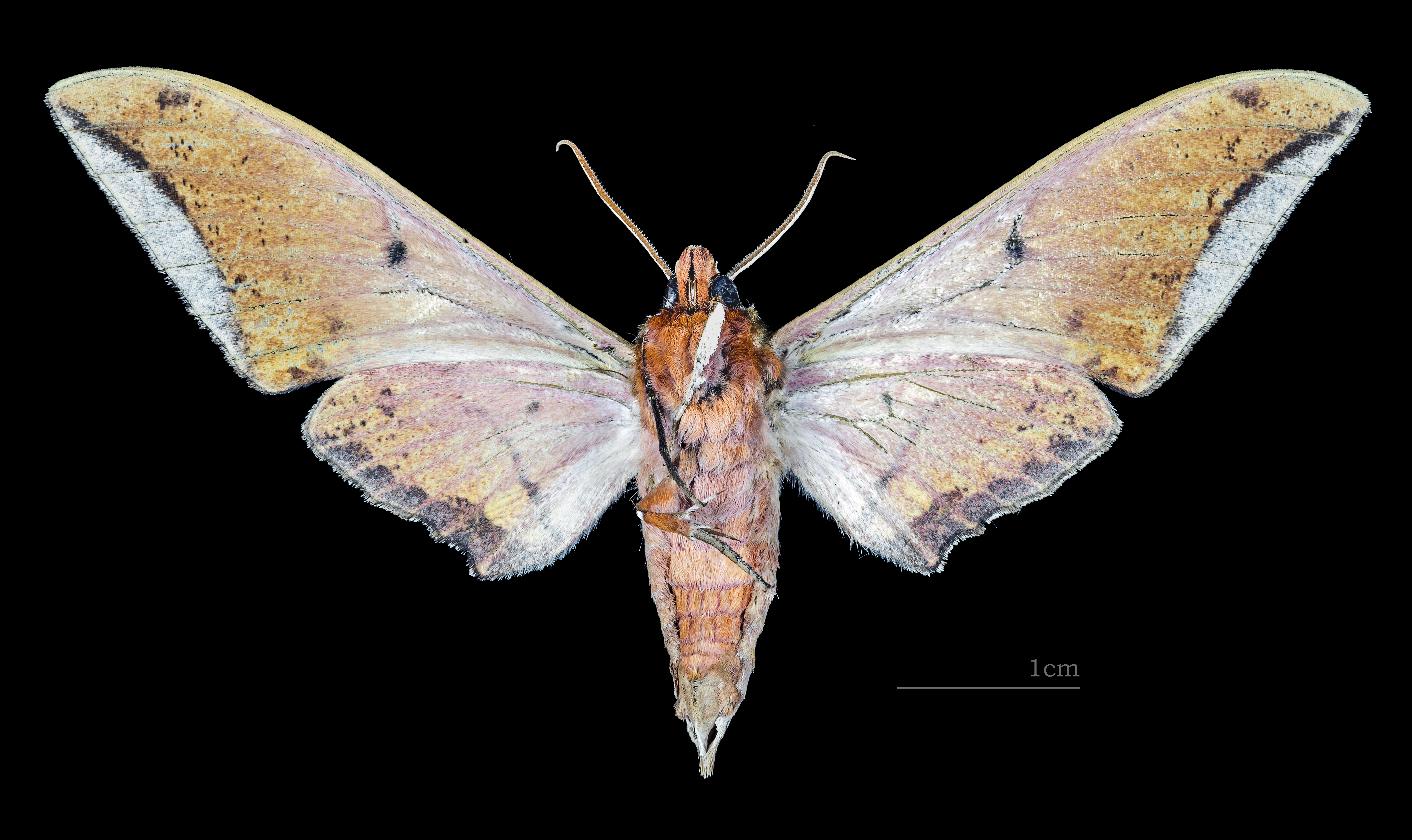
Face ventrale du mâle (coll.MHNT)

## Distribution  et habitat
Distribution
L'espèce est connue dans le Sud de la Chine, dans le Nord de la Thaïlande, dans le Nord du Vietnam et à Taiwan.

## Biologie
Les chenilles se nourrissent sur Choerospondias axillaris dans le Guangdong.

## Systématique
- L'espèce Ambulyx kuangtungensis a été décrite par l'entomologiste australien Rudolf Emil Mell en 1922, sous le nom initial d’Oxyambulyx kuangtungensis[1].

### Synonymie
- Oxyambulyx kuangtungensis Mell, 1922 protonyme
- Oxyambulyx kuangtungensis formosana Clark, 1936
- Oxyambulyx kuangtungensis hoenei Mell, 1937
- Oxyambulyx kuangtungensis melli Gehlen, 1942
- Oxyambulyx takasago Okano, 1964
- Ambulyx dhemariusa Eitschberger, Bergmann & Hauenstein, 2006